# Nemacheilus chrysolaimos
Nemacheilus chrysolaimos är en fiskart som först beskrevs av Valenciennes, 1846.  Nemacheilus chrysolaimos ingår i släktet Nemacheilus och familjen grönlingsfiskar. Inga underarter finns listade i Catalogue of Life.